# Varanus glauerti
Espèce
Synonymes
- Varanus timorensis glauerti Mertens, 1957

Statut de conservation UICN

 LC  : Préoccupation mineure
Statut CITES
Le varan des rochers de Kimberley (Varanus glauerti) est une espèce de sauriens de la famille des Varanidae.

## Description
Varanus glauerti peut mesurer jusqu'à 80 cm de long, dont les 3/4 pour sa très longue queue. L'espèce se distingue par son allure svelte et élancée, ainsi que par sa robe parcourue d'ocelles et de bandes de couleur variable

## Répartition
Cette espèce est endémique d'Australie. On la rencontre dans la région de Kimberley, à l'extrême nord de l'Australie-Occidentale, ainsi que dans une zone restreinte de la Terre d'Arnhem au Territoire du Nord. 

## Habitat
De nature rupicole, l'espèce affectionne les zones rocheuses au relief accidenté comme les falaises, les gorges ou les canyons exposés au soleil. On peut également la rencontrer dans des zones plus humides et boisées - qu'elle semble d'ailleurs préférer - où elle adopte alors un mode de vie plus arboricole. 

## Écologie
Principalement insectivore, ce varan se nourrit également de petits vertébrés (lézards, rongeurs, oiseaux) et d’œufs lorsque l'occasion se présente.

## Étymologie
Cette espèce est nommée en l'honneur de Ludwig Glauert.

## Publication originale
- Mertens, 1957 : Two new goannas from Australia. The Western Australian Naturalist, vol. 5, p. 183-185.